# Victoria Amelina
Victoria Amelina (Leópolis, 1 de enero de 1986-Dnipró, 1 de julio de 2023) fue una novelista e informática ucraniana, autora de dos novelas y un libro infantil, ganadora del Premio Literario Joseph Conrad y finalista del Premio de Literatura de la Unión Europea. Murió durante un bombardeo de Kramatorsk en 2023, a pocos kilómetros de la ocupación rusa del oriente de Donetsk.

## Biografía
Amelina nació en Leópolis el 1 de enero de 1986. Emigró a Canadá con su familia a los catorce años, y poco después regresó a su país natal. Tras licenciarse en informática en Leópolis, pasó, según sus propias palabras, un periodo de «trece años extraños» construyendo una carrera en el negocio internacional de la alta tecnología.

## Carrera
Desde 2015, cuando se publicó su primer libro The Fall Syndrome: about Homo Compatiens, se dedicó exclusivamente a la escritura y la poesía. Su primera novela trata de los sucesos del Euromaidán en 2014, con prólogo escrito por Jurij Izdryk. La novela recibió varios premios literarios y fue bien acogida por críticos y académicos ucranianos y europeos en general.
En 2016 publicó un libro infantil titulado Someone, or Water Heart,  y un año después estrenó la novela Dom's Dream Kingdom sobre una familia de un coronel soviético que en los años 1990 vivía en el apartamento del famoso autor polaco de origen judío Stanisław Lem. La novela fue preseleccionada para el premio  Litakcent Roku en 2017 y para el Premio de Literatura de la Unión Europea en 2019.
Amelina fue miembro del PEN Club Internacional y en 2018 participó en el 84.º Congreso Mundial del PEN en la India como delegada de Ucrania. Allí pronunció un discurso sobre el preso político ucraniano en Rusia, Oleh Sentsov. En 2022 empezó a escribir poesía. Su prosa y sus poemas se han traducido a numerosos idiomas.
En 2022 Amelina empezó a desempeñarse como investigadora de crímenes de guerra. En septiembre del mismo año, mientras realizaba una investigación en la región de Izium, descubrió el diario de guerra del escritor ucraniano Volodímir Vakulenko, asesinado por las fuerzas de ocupación. En mayo de 2023, Vakulenko recibió un premio póstumo de la Asociación Internacional de Editores, que Amelina aceptó en su nombre.

## Fallecimiento
Para 2022 ella vivía en Kiev. El 27 de junio de 2023 resultó gravemente herida durante un ataque ruso a Kramatorsk mientras cenaba en el RIA Pizza, un restaurante popular entre los periodistas. En ese momento se encontraba en compañía del escritor Héctor Abad Faciolince, del diplomático Sergio Jaramillo Caro y de la periodista Catalina Gómez, todos de origen colombiano. Amelina falleció a consecuencia de las heridas producto del ataque el 1 de julio de 2023 en el Hospital Mechnikov de la ciudad de Dnipró.